# Smokestack
Smokestack è un album di Andrew Hill, pubblicato dalla Blue Note Records nel 1964. Il disco fu registrato il 13 dicembre 1963 al Van Gelder Studio di Englewood Cliffs, New Jersey (Stati Uniti).

## Tracce
Brani composti da Andrew Hill
Lato A
1. Smoke Stack – 4:58
2. The Day After – 5:06
3. Wailing Wail – 5:44
4. Ode to Von – 4:27

Durata totale: 20:15
Lato B
1. Not So – 6:23
2. Verne – 5:45
3. 30 Pier Avenue – 7:05

Durata totale: 19:13
Edizione CD del 2006, pubblicato dalla Blue Note Records (0946 3 37777 2 9)
Brani composti da Andrew Hill
1. Smoke Stack – 5:00
2. The Day After – 5:07
3. Wailing Wail – 5:46
4. Ode to Von – 4:29
5. Not So – 6:24
6. Verne – 5:48
7. 30 Pier Avenue – 7:06
8. Smoke Stack – 4:20 – Bonus Track - Alternate Take
9. The Day After – 4:49 – Bonus Track - Alternate Take
10. Ode to Von – 5:28 – Bonus Track - Alternate Take
11. Not So – 6:28 – Bonus Track - Alternate Take

Durata totale: 60:45

## Musicisti
- Andrew Hill - pianoforte
- Richard Davis - contrabbasso
- Eddie Khan - contrabbasso (tranne nel brano: Verne)
- Roy Haynes - batteria